# Борго-д’Але
Борго-д’Але (итал. Borgo d'Ale) — коммуна в Италии, располагается в регионе Пьемонт, в провинции Верчелли.
Население составляет 2616 человек (2008 г.), плотность населения составляет 67 чел./км². Занимает площадь 39 км². Почтовый индекс — 13040. Телефонный код — 0161.
Покровителем коммуны почитается святой архангел Михаил, празднование 29 сентября.

## Демография
Динамика населения:

## Администрация коммуны
- Официальный сайт: